# Selyemlepkeszerűek
A selyemlepkeszerűek (Bombycoidea)  a valódi lepkék (Glossata) Cossina tagozatában a Bombycina altagozat névadó öregcsaládja.

## Rendszertani felosztásuk
Az öregcsaládot két családsorozatra, majd azokat mintegy tucatnyi családra bontják:
1. Selyemlepke-típusúak (Bombyciformes) családsorozat hat családdal:
- Anthelidae (ausztráliai szövőlepkék[3])
- Selyemlepkefélék (Bombycidae)
- Carthaeidae — egyetlen, Nyugat-Ausztráliában élő fajjal: (Carthaea saturnioides,[4] illetve Asterivora homotypa)[5]
- Eupterotidae
- Szövőlepkefélék (Lasiocampidae)
- Mimallonidae

2. Pávaszem-típusúak (Saturniiformes) családsorozat legalább öt családdal:
- Brahmaeidae
- Tarka szövőlepkefélék (Endromidae)
- Őszi szövőlepkefélék (Lemoniidae)
- Oxytenidae
- Pávaszemek (Saturniidae)

Egyes szerzők a sorozatban elkülönítenek egy hatodik, általánosan (még?) el nem fogadott családot is: Mirinidae.
Az Encyclopedia of Life (EOL) a két családsorozaton kívül ide sorolja még a szenderféléket (Sphingidae; ezeket a Fauna Europaea is itt tartja számon) és a családba nem sorolható Samia cynthia ricini x Bombyx mori hibrid fajt is.

## Származásuk, elterjedésük
Megtalálhatók a Föld valamennyi faunabirodalmában, még az antarktikuson is.